# Thiếu alpha-1 antitrypsin
Thiếu alpha-1 antitrypsin (A1AD hoặc AATD) là một rối loạn di truyền có thể dẫn đến bệnh phổi hoặc bệnh gan. Thời gian khởi phát các vấn đề về phổi thường là từ 20 đến 50 tuổi.  Điều này có thể dẫn đến khó thở, thở khò khè hoặc tăng nguy cơ nhiễm trùng phổi. Các biến chứng có thể bao gồm COPD, xơ gan, vàng da sơ sinh hoặc viêm lớp mỡ da (panniculitis).
A1AD là do đột biến gen SERPINA1 dẫn đến không đủ alpha-1 antitrypsin (A1AT). Các yếu tố nguy cơ của bệnh phổi bao gồm hút thuốc lá và bụi môi trường.  Cơ chế cơ bản liên quan đến elastase bạch cầu trung tính không bị chặn và tích tụ A1AT bất thường ở gan.  Đó là đồng trội tự phát, có nghĩa là một alen khiếm khuyết có xu hướng dẫn đến bệnh nhẹ hơn hai alen khiếm khuyết.  Chẩn đoán được nghi ngờ dựa trên các triệu chứng và được xác nhận bằng xét nghiệm máu hoặc xét nghiệm di truyền.
Điều trị bệnh phổi có thể bao gồm thuốc giãn phế quản, steroid dạng hít và khi nhiễm trùng xảy ra kháng sinh. Truyền tĩnh mạch protein A1AT hoặc trong ghép phổi bệnh nặng cũng có thể được khuyến cáo.  Ở những người bị bệnh gan nặng ghép gan có thể là một lựa chọn. Tránh hút thuốc được khuyến khích.  Tiêm vắc-xin cúm, phế cầu và viêm gan cũng được khuyến cáo.  Tuổi thọ của những người hút thuốc là 50 tuổi trong khi những người không hút thuốc thì gần như bình thường.
Tình trạng này ảnh hưởng đến khoảng 1 trong 2.500 người gốc châu Âu. Thiếu nghiêm trọng xảy ra trong khoảng 1 trên 5.000. Ở người châu Á thì không phổ biến.  Khoảng 3% những người bị COPD được cho là có tình trạng này.  Thiếu hụt alpha-1 antitrypsin được mô tả lần đầu tiên vào những năm 1960.